# 許張愛簾
許張愛簾，中華民國（台灣）政治人物，曾任第八屆彰化縣議員，後代表中國國民黨在台灣省第三選區（中中彰投）當選為第一屆第三、四、五次增額立法委員，復於台灣省第七選區（彰化縣）連任為第一屆第六次增額立法委員。